# Daniel Kfelíř
Daniel Kfelíř (* 9. března 1996 Plzeň) je český operní zpěvák. Je hostem opery Národního divadla v Praze, Divadla Josefa Kajetána Tyla v Plzni a dalších operních scén.

## Biografie
Daniel Kfelíř pochází z Plzně, kde na tamní konzervatoři vystudoval zpěv u doc. Svatavy Luhanové. Vystudoval HAMU ve třídě prof. Ivana Kusnjera. Účastnil se pěveckých kurzů u G. Bouillet, L. Eustis, O. Escalady a A. Carangela. Od roku 2020 studuje mistrovské studium na Universität für Musik und darstellende Kunst ve Vídni u sopranistky Margit Klaushofer, u Christopha Mayera a u režiséra Michaela Sturmingera.

## Kariéra
Během studia na konzervatoři nastudoval mj. role Demetria v Purcellově Královně víl a Figara v Mozartově Figarově svatbě, na HAMU k nim připojil Guglielma v Così fan tutte a Štěpána v Martinů Ženitbě. Účinkoval také v představeních Divadla J. K. Tyla v Plzni (Horacio v Hamletovi Ambroise Thomase, Císařský komisař v Madama Butterfly Giacomo Pucciniho aj.), na Barokní noci v Českém Krumlově nebo na festivalu Hudební léto Jezeří. Spolupracoval na několika projektech hudebního skladatele Jana Zástěry. Vedle své operní kariéry vystupuje od roku 2017 jako člen vokálního a capella kvinteta Hlasoplet.

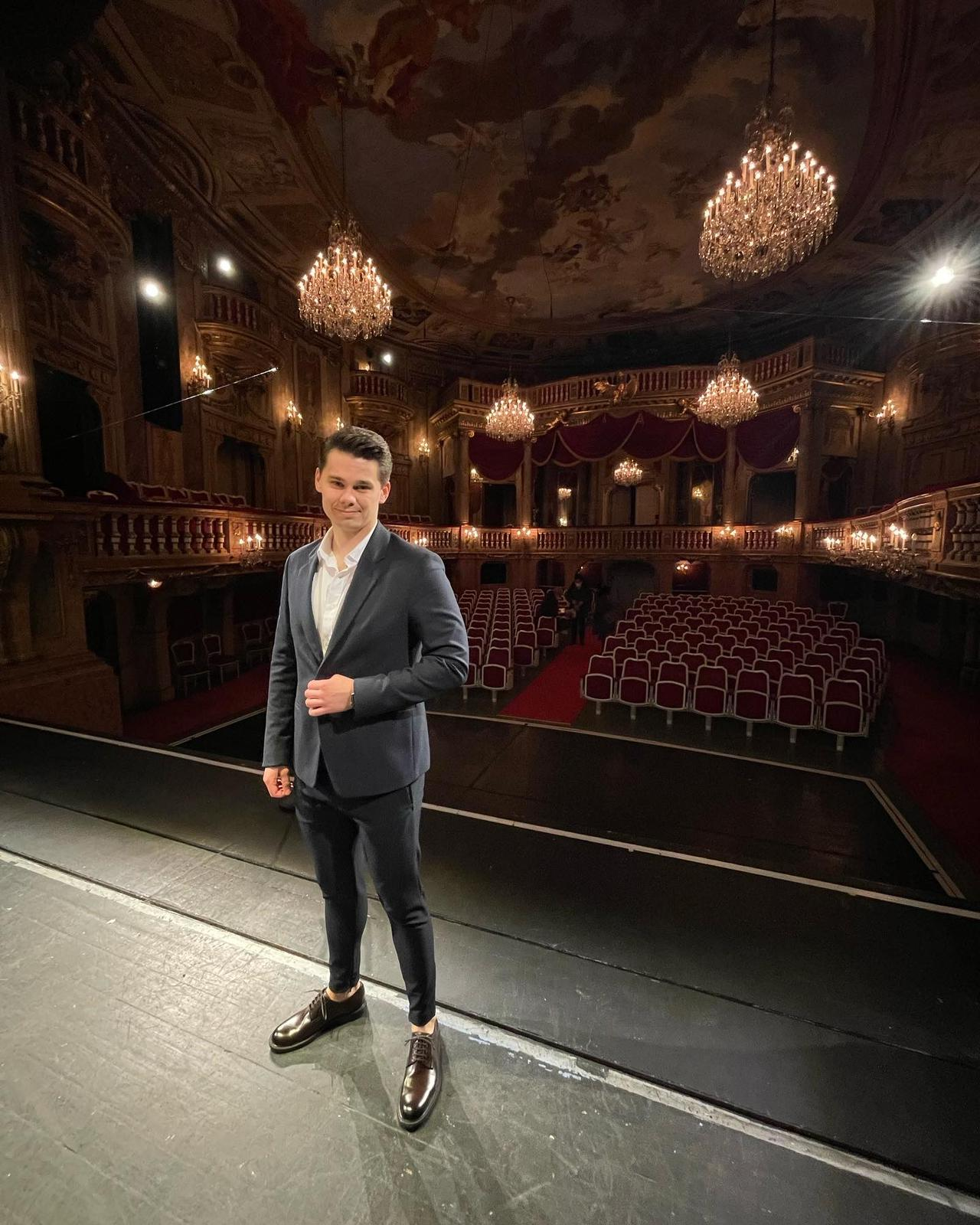
Daniel Kfelíř ve Schlosstheater Schönbrunn

### Výběr z rolí
- Hajný (Antonín Dvořák: Rusalka), 2022, Moravské divadlo Olomouc, r. Šimon a Michal Cabani
- Budivoj (Bedřich Smetana: Dalibor), 2022, Divadlo Josefa Kajetána Tyla v Plzni, r. Martin Otava
- Lescaut / de Brétigny (Jules Massenet: Manon) 2022, Národní divadlo moravskoslezské, r. Jiří Nekvasil[7]
- Morales (Georges Bizet: Carmen), 2022, Národní divadlo Praha, r. Grischa Asagaroff[8]
- Apollo, Apollonův velekněz (Christoph Willibald Gluck: Alceste), 2021, Divadlo Josefa Kajetána Tyla v Plzni, r. Tomáš Ondřej Pilař[9]
- Fiorello (Gioachino Rossini: Il barbiere di Siviglia – Lazebník sevillský), 2021, Národní divadlo Praha, r. Magdalena Švecová[10]
- Barón (Giuseppe Verdi: La Traviata), 2021, RunOpeRun, r. Veronika Loulová, Martin Talaga[11]

- Dancairo (Georges Bizet: Carmen), 2020, Divadlo Josefa Kajetána Tyla v Plzni, r. Martin Otava[12]
- Figaro (W. A. Mozart: Figarova svatba), 2020, Slezské divadlo Opava, r. Jana Andělová Pletichová
- Hajný (Antonín Dvořák: Rusalka), 2020, RunOpeRun, r. Veronika Loulová[13]
- Barón (Giuseppe Verdi: La Traviata), 2019, Štátne divadlo Košice, r. Alexander Medem[14]
- Lubin (Antoine Dauvergne: Les Troquers – Handlíři), 2019, Barokní noc Český Krumlov, r. Magdalena Švecová[15]
- Kadeřník (Wenzel Müller: Das Neusonntagskind – Nové Nedělňátko), 2018, Barokní noc Český Krumlov, r. Magdalena Švecová[16]

### Ocenění
Již během studií obdržel 2. cenu na Soutěžní přehlídce konzervatoří v Pardubicích (2016), 2. místo a zvláštní cenu na Písňově soutěži Bohuslava Martinů v Praze (2012–13) a 2. místo na Umělecké soutěži Allegro (2014). Na 55. ročníku Mezinárodní pěvecké soutěže Antonína Dvořáka v Karlových Varech v kategorii Junior získal v roce 2021 1. místo s árií Voka ze Smetanovy Čertovy stěny.